# Inah Canabarro Lucas
Inah Canabarro Lucas (* 8. Juni 1908 in São Francisco de Assis, Rio Grande do Sul; † 30. April 2025 in Porto Alegre) war eine brasilianische römisch-katholische Nonne, Supercentenarian und Altersrekordlerin. Vom 29. Dezember 2024 bis zu ihrem Tod galt sie als ältester lebender Mensch der Welt. Sie ist zudem die zweitälteste brasilianische Person, die jemals gelebt hat.

## Leben
Inah Canabarro Lucas wurde am 8. Juni 1908 in São Francisco de Assis im brasilianischen Bundesstaat Rio Grande do Sul geboren. Ihre Eltern waren João Antônio Lucas und Mariana Canabarro Lucas und sie gehörte zu den Nachfahren des brasilianischen Generals David Canabarro. Obwohl sie behauptete, am 27. Mai 1908 geboren worden zu sein, ist ihr nachgewiesenes Geburtsdatum der 8. Juni 1908. Sie war in ihrer Kindheit sehr dünn und es gab Zweifel daran, dass sie lange leben würde.
1923 starb ihr Vater im Krieg. Ab 1924 besuchte sie ein Internat in Santana do Livramento. Am 21. April 1926 wurde sie in derselben Stadt getauft. 1928 zog sie nach Montevideo in Uruguay, dort wurde sie ein Jahr später katholisch gefirmt. 1930 kehrte sie nach Brasilien zurück, um Portugiesisch und Mathematik an einer Schule in der Nähe von Rio de Janeiro zu unterrichten. Sie trat der von Enrique de Ossó y Cervelló gegründeten Kongregation der Teresianischen Schwestern bei und legte 1934 die ewige Profess ab. In den frühen 1940er-Jahren zog sie zurück nach Santana do Livramento, wo sie ihren Beruf als Lehrerin fortsetzte.
Sie arbeitete zweimal in Itaqui, ihre erste Zeit dort begann 1949 und endete im März 1961. Zu dieser Zeit kehrte sie nach Santana do Livramento zurück, um dort als Professorin und Sekretärin zu arbeiten. Ab dem März 1979 arbeitete sie erneut in Itaqui, doch bereits im Februar 1980 übernahm sie eine andere Stelle in Porto Alegre. Dort lebte sie bis zu ihrem Tod.
Zu ihrem 110. Geburtstag im Jahr 2018 gratulierte ihr Papst Franziskus mit einem apostolischen Segen und einem Zertifikat. Mit diesem Alter traten bei ihr auch erste Schwierigkeiten beim Gehen auf, weshalb sie fortan auf eine Gehhilfe zurückgreifen musste. Am 25. Januar 2021, im Alter von 112 Jahren, wurde sie erstmals gegen COVID-19 geimpft. Im Oktober 2022 bekam sie COVID-19 und überlebte, womit sie zu den ältesten Überlebenden von COVID-19 gehörte.
Am 23. Januar 2022 wurde sie mit dem Tod von Antônia da Santa Cruz zur ältesten lebenden Person in Brasilien. Am 8. Juni 2022 wurde ihr hohes Alter von der Gerontology Research Group bestätigt. Am 30. Juli 2022 wurde sie aufgrund des Todes der Kolumbianerin Sofia Rojas zur ältesten lebenden Person in Südamerika. Am 17. Januar 2023 starb Lucile Randon, woraufhin Lucas zur ältesten lebenden Nonne der Welt wurde. Am 22. Februar 2024 wurde sie mit dem Tod von Edith Ceccarelli die älteste lebende Person in Amerika sowie die drittälteste lebende Person weltweit. Am 19. August 2024 starb auch Maria Branyas Morera, woraufhin sie zur zweitältesten lebenden Person aufstieg. Mit dem Tod von Tomiko Itooka am 29. Dezember 2024 wurde sie zur weltweit ältesten lebenden Person.
Inah Canabarro Lucas starb am 30. April 2025 im Alter von 116 Jahren und 326 Tagen. Zuletzt lebte sie im Provinzialhaus ihres Ordens in Porto Alegre. Ihre Langlebigkeit führte sie auf ihre Spiritualität und auf einen strukturierten Tagesablauf zurück. Mit ihrem Tod wurde die Britin Ethel Caterham zur ältesten lebenden Person der Welt.